# Stade Tonnellé
 (avril 2025).
Pour les articles homonymes, voir Tonnellé.
Le stade Tonnellé est un stade de la ville de Tours dans le département d'Indre-et-Loire. Il se trouve dans le quartier Rabelais-Tonnellé.

## Historique
Le stade est inauguré en 1924 sous le nom de stade Rolland-Pilain (firme automobile sponsor de l'USTours Rugby), avant d'être renommé en 1931 stade Timbror (fabricant de meubles, sponsor de l'USTours Rugby).
Il porte aujourd'hui le nom de stade Tonnellé, du nom du boulevard sur lequel il est implanté, dans le quartier Rabelais-Tonnellé.
Le stade fut réhabilité entre 1985 et 1987.